# Ignacy Jakub I
Ignacy Jakub I (ur. ?, zm. 1517) – w latach 1512–1517 95. syryjsko-prawosławny Patriarcha Antiochii. 